# زوالی
زوالی، روستایی از توابع بخش مرکزی شهرستان کازرون در استان فارس ایران است.

## جمعیت
این روستا در دهستان بلیان قرار دارد و براساس سرشماری مرکز آمار ایران در سال ۱۳۸۵، جمعیت آن ۶۳۴ نفر (۱۲۱خانوار) بوده‌است.